# 江南Style
〈江南Style〉（：／；又譯〈江南範兒〉、〈江南風格〉、〈江南風〉）是大韓民國歌手PSY和柳根亨共同創作的歌曲，作為PSY第6張專輯《PSY 6甲 Part.1》的主打單曲於2012年7月15日發佈。歌曲名稱源自韓國新词「江南Style」，其用於形容首爾江南的生活風格。
〈江南Style〉獲得樂評人廣泛好評，人們對其朗朗上口的節拍以及PSY在音樂錄影帶中和世界各地的現場表演表示讚揚。商業方面，歌曲以81萬6868下載量和371萬8932串流量空降Gaon單曲榜冠軍，蟬聯榜單冠軍5周。〈江南Style〉亦是韓國2012年最暢銷的單曲，累積下載量達到384萬2109。隨著音樂錄影帶的影響，歌曲成功登上海外多個音樂排行榜，並在澳大利亞、加拿大、中国，法國、德國、意大利、俄羅斯、西班牙和英國等30多國名列前茅。
〈江南Style〉的音樂錄影帶是最多觀看次數的YouTube影片之一，它在發售當天同步公開，僅4個月就超過贾斯汀·比伯的〈宝贝〉成為最多觀看次數的音樂錄影帶。此紀錄保持了5年，直到2017年7月10日被维兹·卡利法和查理·普斯的〈當我們再相見〉超越。〈江南Style〉擁有多項YouTube紀錄，是首支觀看次數突破10億和20億的影片。截至2021年10月，歌曲音樂錄像的觀看次數已突破40億次，是YouTube上觀看次數最多的韓國流行音樂錄像，以及觀看次數第十一多的影片。YouTube曾宣布，该视频打破當時觀看次數的32位上限，迫使网站必須将上限升級到64位。几天后，又回应称这只是一个玩笑。

## 製作
〈江南Style〉是首全長3分39秒的韓國流行音樂，其流派被韓國音源平台Melon歸類為嘻哈，而根據阿爾弗雷德出版（Alfred Publishing）旗下出版的數位樂譜，〈江南Style〉有著夜店舞曲、流行舞曲和浩室音樂曲風，共同創作的柳根亨接受採訪表示「〈江南Style〉是首『不落後於世界潮流』想法製作，迎合英美市場趨勢的『電子流行』」。PSY的音域位在B4到F#5之間，歌曲以b小調的
拍創作，每分鐘132拍，歡快的節奏也讓它在期間被韓國政府禁止在健身房播放。當局表示禁止播放每分鐘超過120拍的音樂可防止如呼吸急促或汗水噴濺等飛沫感染途徑。
歌名「江南Style」源自韓國新词，意旨首爾江南區的生活態度，生活在那裡的人富裕、時尚、優雅。PSY將其形容為加利福尼亚州的比佛利山。歌曲由PSY、柳根亨共同創作，內容諷刺當今韓國社會的金錢崇拜和紙醉金迷的生活，PSY表示他的創作目的在於模仿他認為國家普遍存在的浮誇、自戀和炫耀性的財富，而江南這個地方正是其縮影。除了諷刺江南，歌曲也同樣諷刺那些盲目追求江南生活的人們。在音樂錄影帶中，可以看到PSY滑稽地跳著模仿騎馬動作的骑马舞，同時影片不斷在桑拿室、馬房、旅遊巴士等地方切換。這些地方看似展示江南的美好，但在下個鏡頭，畫面揭示事實並非如此，例如沙灘其實是遊樂場沙坑。

## 專業評價
| 評論得分           | 評論得分 |
| 來源               | 評分     |
| ------------------ | -------- |
| About.com          | 5/5      |
| Common Sense Media | 4/5      |
| Digital Spy        | [ 25 ]   |

〈江南Style〉普遍獲得樂評正面評價。評論大多稱讚歌曲編排、演出和對社會的批判，但亦有評論給予負面評價。Digital Spy的羅伯特·科普塞（Robert Copsey）給予作品1星，表示：「就算你說這（〈江南Style〉）是笑本部的作品也沒人會察覺」，科普塞認為K-pop為推廣自身付出的代價太大，尤其是日後有不少蠢蛋會像〈Party Rock Anthem〉、〈玛卡莲娜〉、〈Cotton-Eyed Joe〉那樣跟著〈江南Style〉跳舞。About.com的音樂記者比爾·蘭姆（Bill Lamb）則給予歌曲滿分，並稱其向世界傳播了笑容和純粹的喜悅。
《哈芬登郵報》的海麗·塞科（Hallie Sekoff）引用歌曲在YouTube上的簡介，同意〈江南Style〉擁有令人上癮的強烈節拍，並說：「若我們發現自己對〈江南Style〉非常沉迷，此現象並不奇怪」。韓國音樂評論家車宇振（차우진）对《朝鮮日報》表示：「歌曲並不複雜，但他的編排及演出對大眾極具吸引力。」

### 年度評選
〈江南Style〉被收錄在各家媒體的「2012年度最佳歌曲」。它是《時代》2012年第2好的歌曲，僅次於亞瑟小子的〈至高點〉。MTV和《Spin》都將歌曲評選為第8名、《滾石》排其在第25名。〈江南Style〉亦被E! Online與《纽约时报》的流行評論員選為「2012年度最佳流行樂」。Insider將歌曲和PSY選入「2010年代十佳十差曇花一現」清單。
在「2012年度最佳K-pop」排行中，〈江南Style〉被BuzzFeed評選為第1名、Allkpop評選歌曲為第2名、《告示牌》將歌曲選為第8，評論提到：「雖然每次談到K-pop都會提到〈江南Style〉，但不可否認歌曲有著精妙的電音製作，對上流社會的批判為歌曲增添深度」。韓國音源平台Melon和35位評論、專家共同將〈江南Style〉列入「百大韓國流行音樂」第3。

## 商業成績
〈江南Style〉是2012最熱門的歌曲之一。它拿下35個國家與地區的iTunes單曲排行榜冠軍，並成功登上各大主流音樂排行榜，根據國際唱片業協會的統計，〈江南Style〉是當年第3暢銷單曲，共售出970萬份。

### 亞太地區
歌曲發行後，成功登上韓國各大音源平台冠軍，並以816,868次下載量空降Gaon單曲榜冠軍。它連續5週蟬聯冠軍，追平IU憑藉〈好日子〉創下的紀錄。歌曲在《告示牌》K-pop Hot 100也表現優異，它於7月25日首度登榜第6，並在隔周登頂後接續蟬聯5週冠軍。據韓國音樂內容協會表示，〈江南Style〉是2012年最暢銷歌曲，累積下載量達到3,842,109次，拿下Gaon單曲榜和K-pop Hot 100年度冠軍。隨著熱潮發酵，歌曲登上其他亞洲國家和地區榜單。它取得中國大陸（百度歌曲TOP500）、香港（香港電台第二台《環球榜》、新城知訊台勁爆外語榜）、黎巴嫩（官方二十强榜）、台灣（HITO日亞排行榜）和越南等地排行冠軍。但〈江南Style〉在日本反應平平，僅登上Japan Hot 100第19名。關於〈江南Style〉不熱門的原因，眾說紛紜。有說法認為由於日韓之間的領土主权争议，導致日本人對韓國事物反感；也有說法PSY不像其他韓國歌手發行日語歌曲，加上重心放在西方國家的影響，導致日本市場反應冷淡。其他原因包含了歌曲過時、與主流韓國藝人的形象差異等。
〈江南Style〉於2012年9月3日首次登上新西兰官方音乐榜第21名，並在第4周登上冠軍。這是繼妮娜樂隊〈99個紅氣球〉奪冠30年來，再次達成此成就的外語歌曲。〈江南Style〉在新西兰獲得4白金認證，是2012年第2熱賣的歌曲，僅次於的。歌曲在榜上連續17周排名前十，共獲得六周冠軍，但受到1世代的〈青春不留白〉阻攔，僅連續4周奪冠。而在澳洲，歌曲首次於2012年9月17日登上澳大利亚唱片业协会榜第7名，在第3周擊敗蓋·賽巴斯汀和的〈Battle Scars〉登頂，成為PSY首支澳洲冠軍單曲，同時PSY也是自2002年蕃茄3姐妹的〈The Ketchup Song (Aserejé)〉以來憑藉外語歌曲（非英語）奪冠的藝人。〈江南Style〉在榜上連續13周排名前十，非連續15周，其中有6周位在冠軍，僅次於佛罗·里达的〈愛之哨〉。歌曲榮獲澳大利亚唱片业协会10白金認證，累積銷量達到70萬套，它是澳洲年度第2熱賣歌曲和2010年代第17熱賣歌曲。

### 歐美地區
〈江南Style〉在歐洲取得巨大成功，幾乎登上各國音樂排行榜。它於2012年8月3日登陸丹麥，在上榜第6周擠下Nephew乐队的成為丹麥冠軍。〈江南Style〉一共蟬聯7周冠軍，與高堤耶、金貝拉的〈熟悉的陌生人〉一同為2012年蟬連最久的冠軍單曲。這之後歌曲都在榜單前10名徘徊，直到隔年1月再次奪冠。〈江南Style〉是丹麥年度第3賣座單曲，實體和串流等價銷售超過2700萬獲得國際唱片業協會丹麥分會3白金認證。〈江南Style〉登頂奧地利、比利時、保加利亞、捷克、芬蘭、法國、德國、希臘、匈牙利、義大利、盧森堡、荷蘭、挪威、波蘭、葡萄牙、俄羅斯、蘇格蘭、西班牙、瑞士和英國等地榜單，奪得《告示牌》Euro Digital Song Sales冠軍，累積獲得9國黃金和白金唱片認證。
歌曲於9月22日空降美國《告示牌》Hot 100第64名，是繼Wonder Girls的〈Nobody〉第二首入榜的K-pop歌曲，它在隔週以18.8萬次下載量飆升至排行第11名。〈江南Style〉僅花費7周就達成300萬下載量，雖然下載表現亮眼，但由於電台熱度不佳，歌曲最高成績為第2名，位在魔力紅（〈最后一夜〉）身後。歌曲在年終榜排行第47，並以實體和串流等價銷售超過500萬獲得美國唱片業協會5白金唱片認證。在加拿大，歌曲空降Canadian Hot 100第71名，並在5周後奪冠。〈江南Style〉整年共售出50萬2千份，年榜排名37，獲得加拿大音樂協會4白金唱片認證。它還登上巴西（冠軍）、哥倫比亞（第3）、宏都拉斯（第1）、墨西哥（第1）、委內瑞拉（47名）、祕魯（第1）等美洲國家音樂排行榜。

## 音樂錄影帶

### 製作與發佈
2012年7月12日，PSY通過YG娛樂官方部落格發布了由泫雅、劉在錫和盧弘喆共演的首支預告片，隔天，PSY和劉在錫尬舞的第二支預告釋出。15日，音樂錄影帶正式發布。最為粉絲獎勵，以女性視角出發的〈哥哥正是我的風格〉於同年8月15日發布。〈江南Style〉的音樂錄影帶由赵洙贤執導，他日後還執導了〈绅士〉和〈爹地〉。影片主要取景自首爾江南，連續48小時於2012年7月拍攝。PSY找來不少名人助陣，包含童星黃珉宇、4minute成員泫雅、主持人劉在錫和盧弘喆、BIGBANG成員大聲和勝利。

### 情節

骑马舞

影片一開始，有架飛機帶著寫上「Gangnam Style」的橫幅經過，接著看到女子搧動印有PSY頭像的扇子。隨後PSY出現在鏡頭前，他戴著太陽鏡，好像躺在沙灘的沙灘椅上。但是當畫面縮小時，鏡頭顯示PSY其實只是位於一個遊樂場中，而且沒有女人為他扇動扇子。之後鏡頭穿梭於遊樂場和馬房之間。當畫面在遊樂場時，男孩（由黃珉宇（황민우）飾）正在PSY一旁跳舞。而在馬房，PSY表演了歌曲標誌性舞步——騎馬舞。之後，PSY和兩名女子在某個報紙、垃圾及雪四處橫飛的停車場中步行。期間，鏡頭不斷在只有PSY的畫面和三人步行畫面間來回轉換。隨後鏡頭切換至桑拿房中，PSY的頭靠在男子的肩上，而另一位紋身男子則在一旁做伸展運動。
接下來，PSY在兩位下棋老人（大聲及勝利飾）前唱歌、在網球場和另一名女子跳舞、以及在滿載老年人的旅遊巴士上跳來跳去。這些畫面快速地切換，直到兩個下棋老人身旁發生大爆炸為止。此時PSY走近鏡頭，大喊。之後，他和舞者們一起表演騎馬舞。在接下來出現的其他鏡頭當中，他亦在兩個向後走的女性前、網球場內、旋轉木馬上和旅遊巴上等不同的位置跳騎馬舞。後續兩組鏡頭中，第一組顯示PSY走到戶外瑜伽培訓場地中，而第二組展示PSY在船上跳舞。接著，鏡頭放大一名練瑜伽女士的臀部上，PSY則假裝對著它大喊。鏡頭切換到另一個停車場，PSY正與女郎們跳舞，隨後黃衣男子（劉在錫飾）駕著一輛紅色的梅賽德斯-賓士 SLK200駛入停車場，開始和PSY鬥舞。鏡頭切換至電梯，PSY正趴在反覆做著搖晃胯部舞蹈動作的男人（盧弘喆飾）兩腿之間，回到停車場，黃衣男子回到車上離開停車場。接著，PSY在仁川地鐵1號線列車快要停靠在終點站國際業務園區站時準備下車，鏡頭一轉，車廂中一位年輕貌美的女子（泫雅飾）正在跳舞。當列車停止時，PSY開始慢動作地走向泫雅，而泫雅也慢動作地走向PSY，兩人最後抱在一起。PSY隨後對著泫雅說，並開始和其他人跳騎馬舞。過程中，PSY爬進泫雅雙腳中間裝作馬的樣子。接下來穿插進影片中的畫面里，他出現在了一個溫泉裡。
接著，PSY在夜總會裡對著泫雅唱歌，同時還有許多不同裝束的人們經過他們。他亦「認真地」在個封閉空間裡歌唱，但當鏡頭回撤，畫面顯示他其實是坐在馬桶上。最後，PSY、泫雅和一大群舞者表演騎馬舞並擺出完結姿勢。經過一些附加的鬥舞鏡頭，PSY說出，整個影片以一幅卡通圖畫完結。

### 評價

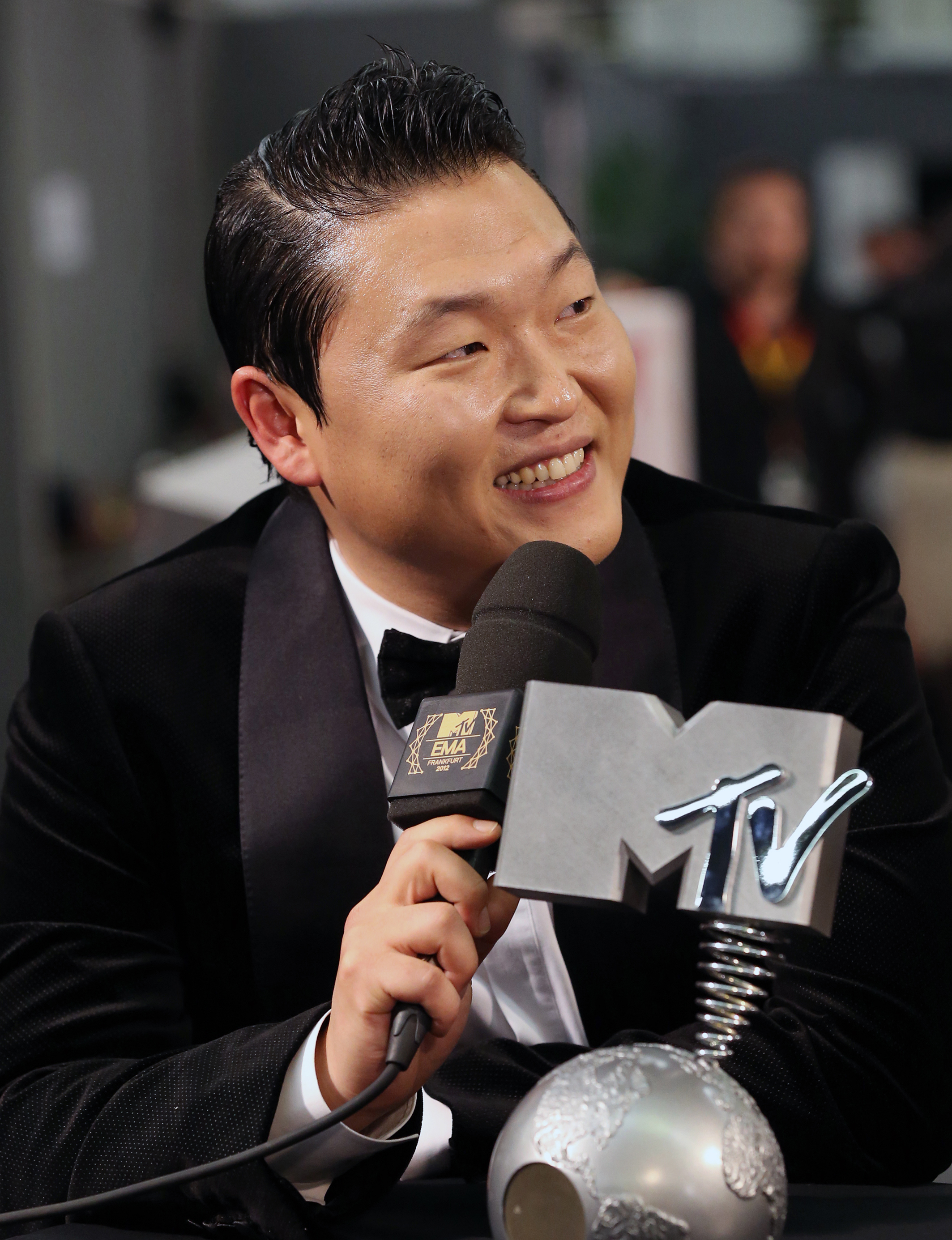
PSY在2012年MTV歐洲音樂大獎

影片普遍獲得業界和媒體的好評，評論稱讚歌曲朗朗上口和古怪的「騎馬舞」，但批評其內容粗俗。「充滿諷刺」的內容和滑稽「騎馬舞」不僅使其廣為流傳，联合国更將PSY譽為「轟動國際」。〈江南Style〉引爆自〈玛卡莲娜〉來前所未有舞蹈熱潮。
《時代》編輯梅麗莎·洛克（Melissa Locker）表示「很難不去觀看（〈江南Style〉）...一次...又一次」。CNN記者沙农·库克告訴觀眾她看了大约15次的〈江南Style〉。Common Sense Media的金·阿萊西（Kim Alessi）認為歌曲的音樂錄影帶中顯現的諷刺和當代亞洲和美國城市的生活方式值得一看，但同時也警告影片含有性暗示和有辱人格的內容，不推薦兒童及青少年觀看。《滾石》的史蒂夫·克諾佩爾（Steve Knopper）称〈江南Style〉擁有所有的最佳元素，是部令人嘆為觀止且偉大的韓國流行音樂視頻。
許多媒體及評論皆把它列入年度最佳。它位在數碼間諜「年度十大流行音樂錄影帶」第4、BuzzFeed「2012年23佳音樂錄影帶」第3名以及《赫芬顿邮报》「2012年度音樂錄影帶」第2，Pitchfork將影片收錄至「2012年度音樂錄影帶」清單。Yahoo! Music的溫迪·蓋勒（Wendy Geller）稱其為「2012年最流行的音樂時刻」。
《時代》選其為年度最佳，梅麗莎·洛克寫道：「它讓我們想起影片為何會被稱為「病毒」。朗朗上口的歌曲配上社會諷刺和半開玩笑的氛圍使它傳播之快，〈江南Style〉引爆舞蹈熱潮，讓PSY成為國際巨星。」。《滾石》也將〈江南Style〉評為年度最佳，評論道：「穿著優雅，跳著俗氣，PSY用它的獨特審美征服世界，雖然你可能搞不懂這到底是什麼，但絕對無法抗拒它的流行」。〈江南Style〉還被《告示牌》收錄至「2010年代百大音樂錄影帶」及「21世紀百大音樂錄影帶」清單，分別排名第7、第12，編輯表示即便〈江南Style〉不在是世上最多點閱的音樂錄影帶，但它的遺產永遠存在。影片獲得2012年MTV歐洲音樂大獎最佳音樂錄影帶獎。

## 其他版本與翻唱
〈江南Style〉於2012年8月14日重新发布為〈哥哥正是我的Style〉，並由4Minute成員泫雅主唱。歌曲從女性視角重新詮釋〈江南Style〉，〈哥哥正是我的Style〉少了原版的滑稽，平時以性感形象世人的泫雅，也在影片中展現了可愛俏皮的一面。歌曲有著和〈江南Style〉相同旋律，但歌詞與舞蹈略有不同。《赫芬顿邮报》的玛丽·卡拉奥（Mallika Rao）指出影片「從原先的男性視角轉變為以女性視角演繹故事，雖然騎馬舞少了但卻有更多吸引人的舞蹈加入。」
不只〈哥哥正是我的Style〉，PSY還推出其他版本。他在2012年全美音樂獎舞台上和MC哈默合作演出混搭作品在演出後不久發行，這場表演被《告示牌》選為「史上最偉大百場頒獎典禮演出」第78名。隔年3月，收錄4首歌的重混EP發行，EP找來双链大师和泰加客串；迪波洛和艾佛傑克製作。
歌曲亦擁有不少翻唱版本。2012年，《欢乐合唱团》劇中演員於《感恩節》一集中演唱了〈江南Style〉，這版翻唱被認為是該劇最糟的翻唱之一，不僅在演員和評論中聲名狼藉，主創萊恩·墨菲更說「這是他最後悔的決定」。巴西歌手Latino發佈翻唱版本〈單身派對〉（"），和原曲不同，〈單身派對〉內容講述一個男人在酒吧享受他的單身派對，想和許多人發生關係，且喝到爛醉以至於連隔天要不要結婚都不知道。歌曲評價慘烈，影片一度成為巴西最不受喜歡的YouTube影片，除了評論歌詞令人感到冒犯，部分也認為歌曲涉嫌抄襲，即便Latino表示這是「授權歌曲」。〈單身派對〉受到大量負評，最終Latino關閉個人YouTube頻道和社群網站。
它還被法國選秀節目《新星》選手弗洛改編為搖滾版，其演出廣受好評。《英國版X音素》選手里兰·克拉克-尼尔和以色列選秀節目《閃亮新星》冠軍妮塔都在節目上演唱過〈江南Style〉。在中國大陸，有網友將歌曲結合〈最炫民族风〉，作出〈最炫民族Style〉。

## 參與名單
來源：Tidal
- 製作人 – 朴載相、柳根亨
- 詞曲創作 – 朴載相、柳根亨
- 混音 – 傑森·羅伯特·布朗（英语：Jason Robert Brown）、PSY、梁鉉錫
- 工作室人員 – 傑森·羅伯特·布朗、PSY、梁鉉錫

## 榜單表現
| 榜单（2012－13年）                           | 最高排名 |
| -------------------------------------------- | -------- |
| 澳大利亚（澳大利亚唱片业协会單曲榜）         | 1        |
| 奧地利（Ö3四十強單曲榜）                     | 1        |
| 比利时佛兰德（Ultratop單曲榜）               | 1        |
| 比利时佛兰德（Ultratop舞曲榜）               | 1        |
| 比利時瓦隆（Ultratop單曲榜）                 | 1        |
| 比利時瓦隆（Ultratop舞曲榜）                 | 1        |
| 巴西（巴西百大電台榜）                       | 10       |
| 巴西（《告示牌》熱門歌曲榜）                 | 1        |
| 保加利亞（保加利亚音乐制作人协会）           | 1        |
| 加拿大（Canadian Hot 100）                   | 1        |
| 中國大陸（百度歌曲TOP500）                   | 1        |
| 哥倫比亞（國家報告）                         | 3        |
| 捷克（電台百強單曲榜）                       | 1        |
| 丹麥（Tracklisten）                          | 1        |
| 歐洲（《告示牌》Euro Digital Song Sales）    | 1        |
| 芬蘭（芬蘭官方單曲榜）                       | 1        |
| 法國（法國唱片出版業公會單曲榜）             | 1        |
| 德國（德國官方單曲榜）                       | 1        |
| 希臘（《告示牌》Greece Digital Songs）       | 1        |
| 宏都拉斯（宏都拉斯十強榜）                   | 1        |
| 香港（香港電台第二台《環球榜》）             | 1        |
| 香港（新城電台勁爆外語榜）                   | 1        |
| 匈牙利（四十強舞曲榜）                       | 1        |
| 匈牙利（四十強電台榜）                       | 1        |
| 愛爾蘭（愛爾蘭唱片音樂協會单曲榜）           | 2        |
| 義大利（意大利音乐产业联盟）                 | 1        |
| 日本（Japan Hot 100）                        | 19       |
| 黎巴嫩（黎巴嫩官方二十强榜）                 | 1        |
| 盧森堡（《告示牌》Luxembourg Digital Songs） | 1        |
| 墨西哥（《告示牌》Mexico Airplay）           | 1        |
| 墨西哥（拉美監控）                           | 1        |
| 荷蘭（荷蘭四十強單曲榜）                     | 1        |
| 荷蘭（荷蘭百大單曲榜）                       | 1        |
| 新西兰（新西兰官方音乐榜）                   | 1        |
| 挪威（VG-lista單曲榜）                       | 1        |
| 波蘭（五大錄影帶榜）                         | 1        |
| 波蘭（五十大舞曲榜）                         | 6        |
| 葡萄牙（《告示牌》Portugal Digital Songs）   | 1        |
| 俄羅斯（2M）                                 | 1        |
| 蘇格蘭（官方榜單公司單曲榜）                 | 1        |
| 斯洛伐克（電台百強單曲榜）                   | 7        |
| 韓國（Gaon單曲榜）                           | 1        |
| 韓國（K-pop Hot 100）                        | 1        |
| 西班牙（西班牙音樂製作協會）                 | 1        |
| 瑞典（瑞典最熱榜）                           | 2        |
| 瑞士（瑞士热门音乐榜）                       | 1        |
| 台灣（HITO日亞排行榜）                       | 1        |
| 英國（官方榜單公司單曲榜）                   | 1        |
| 美國（Billboard Hot 100）                    | 2        |
| 美國（《告示牌》Mainstream Top 40）          | 10       |
| 美國（《告示牌》Hot Rap Songs）              | 1        |
| 美國（《告示牌》Dance Club Songs）           | 3        |
| 美國（《告示牌》Hot Dance/Electronic Songs） | 4        |
| 委內瑞拉（唱片报告）                         | 47       |

| 排行榜（2012年）           | 排名 |
| -------------------------- | ---- |
| 祕魯（秘魯唱片製作人聯盟） | 1    |
| 韓國（Gaon單曲榜）         | 1    |

| 榜單（2012年）                                     | 排名 |
| -------------------------------------------------- | ---- |
| 澳大利亚（澳大利亚唱片业协会單曲榜）               | 2    |
| 奧地利（Ö3四十強單曲榜）                           | 13   |
| 比利时佛兰德（Ultratop單曲榜）                     | 7    |
| 比利時瓦隆（Ultratop單曲榜）                       | 10   |
| 加拿大（Canadian Hot 100）                         | 37   |
| 丹麥（Tracklisten）                                | 3    |
| 芬蘭（芬蘭官方榜單）                               | 5    |
| 法国（法國唱片出版業公會）                         | 4    |
| 德國（德國官方榜單）                               | 3    |
| 匈牙利（四十強舞曲榜）                             | 39   |
| 匈牙利（四十強電台榜）                             | 54   |
| 意大利（意大利音乐产业联盟）                       | 13   |
| 荷蘭（荷蘭四十強單曲榜）                           | 13   |
| 荷蘭（百強單曲榜）                                 | 5    |
| 新西兰（新西兰唱片音乐协会）                       | 2    |
| 波蘭（波蘭音像製品協會）                           | 4    |
| 俄羅斯（2M）                                       | 6    |
| 俄羅斯（Tophit電台榜）                             | 65   |
| 韓國（K-pop Hot 100）                              | 1    |
| 韓國（Gaon單曲榜）                                 | 1    |
| 西班牙（PROMUSICAE）                               | 13   |
| 瑞典（瑞典最熱榜）                                 | 18   |
| 瑞士（瑞士熱門音樂榜）                             | 10   |
| 英國（官方榜單公司單曲榜）                         | 6    |
| 美國（Billboard Hot 100）                          | 47   |
| 美國（《告示牌》World Digital Song Sales）         | 1    |
| 全球（國際唱片業協會）                             | 3    |
| 榜單（2013年）                                     | 排名 |
| 澳大利亞（澳大利亞唱片業協會）                     | 90   |
| 奧地利（Ö3四十強單曲榜）                           | 36   |
| 比利时佛兰德（Ultratop單曲榜）                     | 41   |
| 比利時瓦隆（Ultratop單曲榜）                       | 15   |
| 加拿大（Canadian Hot 100）                         | 47   |
| 丹麥（Tracklisten）                                | 37   |
| 芬蘭（芬蘭官方榜單）                               | 18   |
| 法国（法國唱片出版業公會）                         | 14   |
| 德國（德國官方榜單）                               | 31   |
| 匈牙利（四十強舞曲榜）                             | 58   |
| 荷蘭（百強單曲榜）                                 | 98   |
| 瑞典（瑞典最熱榜）                                 | 48   |
| 瑞士（瑞士熱門音樂榜）                             | 20   |
| 英國（官方榜單公司單曲榜）                         | 49   |
| 美國（Billboard Hot 100）                          | 55   |
| 美國（《告示牌》Hot Dance/Electronic Songs）       | 16   |
| 美國（《告示牌》Rap Songs）                        | 11   |
| 美國（《告示牌》World Digital Song Sales）         | 1    |
| 榜單（2014年）                                     | 排名 |
| 美國（《告示牌》Streaming Songs）                  | 14   |
| 美國（《告示牌》Dance/Electronic Streaming Songs） | 2    |
| 美國（《告示牌》Dance/Electronic Digital Songs）   | 46   |
| 美國（《告示牌》Rap Streaming Songs）              | 4    |
| 美國（《告示牌》World Digital Song Sales）         | 2    |
| 榜單（2015年）                                     | 排名 |
| 美國（《告示牌》Streaming Songs）                  | 24   |
| 美國（《告示牌》Rap Streaming Songs）              | 9    |
| 美國（《告示牌》World Digital Song Sales）         | 3    |

| 排行榜（2010－19年）                 | 排名 |
| ------------------------------------ | ---- |
| 澳大利亚（澳大利亚唱片业协会單曲榜） | 17   |
| 德國（德國官方榜單）                 | 49   |

## 銷量認證
| 國家或地區                                                                                         | 認證     | 銷量        |
| -------------------------------------------------------------------------------------------------- | -------- | ----------- |
| 澳大利亞（澳大利亞唱片業協會）                                                                     | 10× 白金 | 700,000^    |
| 奧地利（國際唱片業協會奧地利分會）                                                                 | 2× 白金  | 60,000*     |
| 比利時（比利時娛樂協會）                                                                           | 2× 白金  | 40,000*     |
| 加拿大（加拿大音樂協會）                                                                           | 4× 白金  | 502,000     |
| 丹麥（國際唱片業協會丹麥分會）                                                                     | 3× 白金  | 27,000,000‡ |
| 芬蘭（國際唱片業協會芬蘭分會）                                                                     | 金       | 9,025       |
| 德國（聯邦音樂產業協會）                                                                           | 5× 金    | 750,000‡    |
| 義大利（義大利音樂產業聯盟）                                                                       | 3× 白金  | 90,000*     |
| 紐西蘭（紐西蘭唱片音樂協會）                                                                       | 4× 白金  | 60,000‡     |
| 韓國（韓國音樂內容協會）                                                                           |          | 4,041,471   |
| 西班牙（西班牙音樂製作協會）                                                                       | 白金     | 40,000^     |
| 瑞典（瑞典唱片業協會）                                                                             | 4× 白金  | 4,000,000‡  |
| 瑞士（國際唱片業協會瑞士分會）                                                                     | 3× 白金  | 90,000^     |
| 英國（英國唱片業協會）                                                                             | 2× 白金  | 1,300,000‡  |
| 美國（美國唱片業協會）                                                                             | 5× 白金  | 5,000,000‡  |
| 美國（美國唱片業協會） 錄像單曲                                                                    | 5× 白金  | 250,000^    |
| - *僅含認證的實際銷量 - ^僅含認證的出貨量 - ‡僅含認證的串流媒體+實際銷量 - †僅含認證的串流媒體銷量 |          |             |